# Капітальний ремонт свердловин
Капіта́льний ремонт свердлови́н (рос. капитальный ремонт скважин; англ. well workover; well remedial work, workover job on well; нім. Bohrlochgeneralüberholung f, Sondengeneralreparatur f) — комплекс складних і довготривалих робіт, пов'язаних з підтримуванням свердловини як споруди у працездатному стані, тобто робіт, призначених для відновлення працездатності привибійної зони, цілісності цементного кільця і обсадних труб або в цілому свердловини з метою використання за прийнятим чи новим призначенням, для ліквідації аварій, для консервації і ліквідації свердловин, для опускання і піднімання обладнання одночасно-роздільної експлуатації.

## Загальна характеристика
Капітальний ремонт свердловин охоплює:
1. ремонтно-ізоляційні роботи (виправлення зім'ять, зломів, тріщин і заміна пошкодженої частини експлуатаційної колони, герметизація гирла свердловини, розбурювання цементних пробок)
2. усунення негерметичності експлуатаційної колони
3. ліквідацію аварій
4. перехід на інші пласти та приєднання пластів;
5. ремонт свердловин, обладнаних для одночасно-роздільної експлуатації
6. роботи, пов'язані з бурінням (зокрема, врізка і буріння іншого стовбура свердловини)
7. оброблення привибійної зони;
8. дослідження та обслідування свердловин при ремонтi
9. переведення свердловин на використання за іншим призначенням
10. введення в експлуатацію і ремонт нагнітальних свердловин
11. консервацію і розконсервацію свердловин
12. ловильні роботи (включають виймання впалої колони насосно-компресорних труб, насосних штанг, інструментів і інш., а також очищення стовбура свердловини)
13. ліквідацію свердловин.

У тому випадку, коли усунення дефекту утруднене, здійснюють зарізку і буріння другого стовбура свердловини. Для цього в колоні, вище місця дефекту, розкривають «вікно», з якого похило проводять направлене буріння іншого стовбура свердловини, а також спуск і кріплення іншої колони. У разі неможливості відновлення техн. стану або припинення експлуатації свердловину ліквідують. При цьому вирізають і витягують обсадні труби, а стовбур цементують. Повернення свердловин на вищі і нижчі горизонти здійснюється при розробці родовищ з декількома продуктивними пластами. Середня тривалість одного капітального ремонту становить приблизно 14 діб.

### Складність робіт
Капітальний ремонт свердловин у залежності від обсягу, характеру та складності робіт ділять на дві категорії складності.
До К.р.с. першої категорії складності належать ремонти при глибині свердловин до 1500 м, а також повернення на вище- і нижчезалеглий пласти та солянокислотні оброблення.
До ремонтів другої категорії складності відносять роботи при глибині свердловин понад 1500 м та всі інші більш складні і трудомісткі роботи. Конкретно категорії складності затверджує підприємство. Роботи з підвищення нафтогазовилучення із пластів і збільшення продуктивності (приймальності) свердловин проводяться з метою забезпечення повноти вилучення нафти і газу із надр, тому фінансуються вони за рахунок спеціального «фонду підвищення нафтогазовіддачі пластів». Фінансування капітального ремонту здійснюється за рахунок передбачених для цієї мети амортизаційних відрахувань.

## Підготовчі роботи
Підготовчий комплекс робіт при підземному ремонті свердловин — роботи з передислокації ремонтного обладнання; планування території робочої зони; глушіння свердловини; підготовки ремонтного обладнання; демонтажу гирлової арматури. Додатково при капітальному ремонті свердловин сюди входять роботи з піднімання свердловинного експлуатаційного обладнання, його демонтажу і вивезення на ремонтну базу, очищення штанг і насосно-компресорних труб (НКТ) від парафіно-смолистих і сольових відкладів, заміна експлуатаційних НКТ на технологічні (робочі) НКТ (чи на бурильні труби); завезення в жолобну систему і резервні ємкості технологічної рідини.

## Регламентація робіт
Регламентація робіт при капітальному ремонті свердловин — встановлення певного порядку ведення робіт. З цією метою весь процес ремонту свердловин розчленовується на окремі комплекси робіт, у установленням послідовності їх виконання, а комплекси робіт, у свою чергу, розчленовуються на окремі види робіт і технологічні процеси.
Підвидами робіт розуміють, наприклад, складання на приймальному помості ремонтного оснащення і опускання його у свердловину, піднімання насосно-компресорних труб, монтаж і демонтаж устаткування електровідцентрового насоса, а під технологічними процесами — закачування у свердловину розчинів, гідравлічний розрив пласта і т.i. Для кожного комплексу робіт складають типовий перелік послідовностей і зміст видів робіт, процесів та досліджень. Певні види ремонту можуть бути виконані декількома методами, що зумовлено як відмінністю в геолого-промислових характеристиках свердловин, так і деякою ще недосконалістю окремих методів чи їх неуніверсальністю, а результати застосування методів носять імовірнісний характер. Тому інколи ряд робіт і процесів змушено доводиться неодноразово повторювати. У випадках, коли можна виконати один і той же ремонт декількома методами, то названа послідовність подається у вигляді логічної блок-схеми.
На кожний вид робіт і технологічний процес складається типова технологічна карта. В ній вказується:
1. перелік додаткового обладнання й інструменту, які не входять до табелю технічного оснащення ремонтної бригади
2. перелік спецтехніки і допоміжних матеріалів
3. коротка технологічна інструкція щодо проведення процесів чи виконання виду робіт
4. типові розрахунки з визначення параметрів процесу (розрахункові формули чи таблиці для визначення об'ємів рідин, кількості спецтехніки, тисків)
5. схема обладнання гирла свердловини та розміщення й обв'язування спецтехніки
6. схема компонування ремонтного інструменту й обладнання, що опускаються у свердловину
7. перелік елементних робіт у технологічній послідовності із вказуванням виконавців i норм часу.

Регламентація здійснюється територіальними науково-дослідними організаціями чи організаціями-розробниками нових методів ремонту і ремонтними підприємствами, а затверджується виробничими об'єднаннями. Регламентація зумовлює підвищення ефективності та безпеки виконання робіт.